# Rim'K
Rim'K，本名Abdelkarim Brahmi，1978年6月21日出生于巴黎，是一名阿尔及利亚裔法国男歌手。

## 生平
Rim'K出生于巴黎的一个卡比利亚家庭。1994年，他与AP和Mokobé组建113乐队，后又与多名巴黎地区的饶舌艺人组建Mafia K'1 Fry，他们的首张专辑《Ni barreaux, ni barrières, ni frontières》于1998年发布。2004年，Rim'K开始独立进行音乐创作，并于同年发布他的首张个人专辑《L'Enfant du pays》。2024年7月26日，Rim'K受邀参加巴黎奥运会开幕式并演唱单曲《King》。

## 影响
Rim'K的作品风格及内容普遍与巴黎近郊民众（特别是北非后裔）的文化和生活直接相关，他的代表作《Tonton du Bled》被称为“饶舌圣歌”（hymne rap），他也因此被称为“Tonton”。进入千禧年，Rim'K曾与Rohff有多次合作，由于两者都长居于塞纳河畔维特里，该地一度成为法国饶舌音乐之都。

## 专辑

### 个人
- L'Enfant du pays（法语：L'Enfant du pays (album)）（2004年）
- Illégal radio（2006年）
- Famille nombreuse（2007年）
- Maghreb United（2009年）
- Chef de famille（2012年）
- Monster Tape（2016年）
- Fantôme（2017年）
- Mutant（2018年）
- Hors-Série（2023年）